# Rivière Beaver (Labrador)
Pour les articles homonymes, voir Rivière Beaver (homonymie), Beaver River et Beaver.
La rivière Beaver (anglais : Beaver River) (rivière du Castor) ou Mitinissiu-shipu (désignation des Innus) est une rivière d'environ 110 km de long, située à l'est de la péninsule du Québec-Labrador, au Labrador dans la province canadienne de Terre-Neuve-et-Labrador.

## Description
La source la plus lointaine de la rivière Beaver se trouve dans un petit lac (53° 46′ 39″ N, 62° 15′ 59″ O situé à flanc de montagne à environ 660 mètres d'altitude. à un peu plus de 1 kilomètre au sud-est du lac Hope situé au sud du vaste lac Disappointment.
Le torrent dévale la pente vers le nord avant de former un ruisseau coulant dans une vallée glaciaire boisée orientée vers l'est, rejoignant un vaste lac sans nom situé à environ 510 mètres d'altitude (53° 47′ 29″ N, 62° 14′ 31″ O). Le lac est séparé d'un autre vaste lac s'étirant à l'est par un esker sineux coupant la vallée. Le ruisseau traverse se jette ensuite dans un autre lac puis dans le lac Ptarmigan(53° 48′ 07″ N, 62° 08′ 44″ O) situé à environ 660 mètres d'altitude. Le lac Ptarmigan est étroit mais s'étire sur plus de 7 kilomètres en longueur vers l'est avec une étroite baie secondaire longue de plus de 6 kilomètres.
A la sortie du lac Ptarmigan à l'est débute la rivière Beaver proprement dite, large d'une vingtaine de mètres avec des rapides (53° 47′ 00″ N, 62° 02′ 33″ O). La rivière traverse un vaste lac sans nom s'étirant en longueur vers l'est, puis poursuit son chemin vers l'est dans un paysage de tourbières avec un parcours calme. Elle fait ensuite un coude brusque vers le sud-ouest (53° 45′ 13″ N, 61° 56′ 23″ O) puis vers l'ouest (53° 44′ 24″ N, 61° 57′ 42″ O) avant de rejoindre en formant une île un lac connecté à plusieurs lacs (53° 44′ 39″ N, 62° 00′ 25″ O).
Elle reçoit un affluent venu du nord-ouest prenant sa source au pied d'une colline de plus de 680 mètres d'altitude alimentant un lac sans nom situé à 680 mètres d'altitude (53° 44′ 15″ N, 62° 12′ 34″ O), coulant initialement dans un paysage de collines rocheuses et vallons boisés à travers plusieurs petits lacs vers l'est avant de devenir une petite rivière et rejoindre un lac plus vaste situé à 495 mètres d'altitude (53° 45′ 27″ N, 62° 05′ 37″ O) et poursuivre sa route vers l'est pour rejoindre la rivière Beaver.
La rivière Beaver prend ensuite une direction vers le sud-est et le sud avant de faire un coude vers l'est tout en recevant un affluent en rive droite à 490 mètres d'altitude (53° 42′ 07″ N, 62° 00′ 28″ O). La rivière va suivre une direction générale vers l'est jusqu'à son embouchure.
Sur plus de 15 kilomètres elle suit un parcours marqué par une série de rapides, grossie de modeste affluents avec la présence de plusieurs îles.
A environ 465 mètres d'altitude, elle reçoit un affluent en rive droite (53° 41′ 01″ N, 61° 49′ 02″ O) émissaire d'un vaste lac sans nom situé au sud. La rivière monte vers le nord-est sur 3 kilomètres puis tourne vers l'est (53° 42′ 02″ N, 61° 47′ 01″ O). Après un peu plus de 7 kilomètres elle s'infléchit vers le sud-est (53° 42′ 26″ N, 61° 41′ 05″ O). Après environ 7 kilomètres le cours s'oriente vers l'est (53° 42′ 26″ N, 61° 41′ 05″ O)  avec un cours entrecoupé de rapides et milieu d'un paysage rocheux avec des boisements épars.
La vallée devient progressivement plus marquée avec une rivière au cours rapide désormais large de plusieurs dizaines de mètres encadrée par des flancs abruptes et boisés. Après un peu plus de 11 kilomètres, elle fait un coude vers le sud-est puis reprend son cours vers l'est avec un parcours en plusieurs endroits sinueux. Une dizaine de kilomètres en aval, la rivière travers un défilé à environ 175 mètres d'altitude (53° 41′ 42″ N, 61° 18′ 16″ O) et s’oriente vers le sud-est sur un peu plus de 7 kilomètres avant de recevoir son principal affluent en rive droite à moins de 80 mètres d'altitude (53° 39′ 15″ N, 61° 13′ 15″ O) lui donnant une direction vers l'est.
L'affluent est une abondante et large rivière quasiment équivalente à la rivière Beaver, drainant près de la moitié sud du bassin, réunissant deux rivières (53° 35′ 50″ N, 61° 27′ 01″ O) dont la plus importante venant du sud prenant sa source à l'ouest sur le plateau dans un petit lac situé à environ 590 mètres d'altitude (53° 40′ 22″ N, 62° 12′ 10″ O).
En aval de la confluence, la rivière Beaver renforcée coule avec des bancs de sédiments de plus en plus importants formant des îles sur une trentaine de kilomètres au départ avec un cours rapide au milieu de hautes collines boisées puis un cours plus lent avec des méandres et bras morts.
Sur les 8 kilomètres inférieurs, la rivière Beaver a une largeur moyenne de 30 mètres et serpente autour de hauts-fonds de sable et de petites îles.
Cette section de la rivière n'a qu'un demi-mètre de profondeur et est entourée d'une épaisse végétation d'aulnes. Une caractéristique des 3 premiers kilomètres est la
prédominance de vieux troncs enfoncés dans le fond de la rivière. L'eau est trouble et le fond boueux est d'une consistance très épaisse et collante.
La rivière Beaver se jette dans l'extrémité occidentale du lac Grand (Grand lac) en formant un delta avec deux principaux bras (53° 43′ 51″ N, 60° 57′ 39″ O) créant un lac secondaire recevant la rivière Susan venue de l'ouest.
Le lac Grand, d’origine glaciaire, s'étire en son centre sur environ 54 kilomètres de long du nord-ouest vers le sud ouest se deverse par de larges rapides dans le lac Little (Petit lac) au niveau de la mer et séparé du lac Melville (Lake Melville) par la presqu'île sur laquelle est bâtie North West River reliée à Sheshatshiu au sud par un pont passant au dessus de la rivière North West.

## Hydrologie
La rivière Beaver draine une superficie de 1 878 km2, alimentée par 64 affluents.
Le bassin versant de la rivière Beaver borde les bassins versants de la rivière Susan situé au nord et de la rivière Goose situé au sud.
Le débit moyen à l'embouchure n'est pas connu. Les débits mensuels les plus élevés se produisent généralement pendant la fonte des neiges, en mai et juin.

## Faune piscicole
Wallace (1905) a signalé avoir capturé des ombles de fontaine, des touladis et des brochets d'Amérique dans le cours supérieur de la rivière. Des tacons de saumon atlantique et des smolts ont été aperçus par des trappeurs locaux et le personnel de terrain de Pêches et Océans Canada.

## Flore
La partie aval du bassin versant est couverte de forêts d'épinette noire, épinette blanche et de sapin baumier.
La section aval de la rivière est entourée d'une épaisse végétation d'aulnes. Une caractéristique des 3 premiers kilomètres est la
prédominance de vieux troncs enfoncés dans le fond de la rivière.

## Occupation humaine
Le bassin de la rivière Beaver est situé dans une région isolée ne comptant aucun habitant permanent.
La ville de North West River se situe à 57 kilomètres à l'est-sud-est de l'embouchure.
La ville de Happy Valley-Goose Bay se situe à 59 kilomètres au sud-sud-est de l'embouchure.
La région intérieure n'est accessible qu'en hydravion ou en canoë.